# Omphale (nouvelle)
Pour les articles homonymes, voir Omphale (homonymie).
Omphale est une nouvelle fantastique de Théophile Gautier, publiée pour la première fois en 1834, et sous-titrée La Tapisserie amoureuse, histoire rococo.

## Résumé
Le narrateur raconte un événement qu'il a vécu quand il avait dix-sept ans.
Ses parents l’avaient envoyé passer quelques semaines chez son oncle, propriétaire d'une vieille maison de style rococo. Les murs de sa chambre étaient habillés d'une tapisserie représentant une scène mythologique : Hercule filant aux pieds d'Omphale. Lorsqu'il la regarde pour la première fois, le narrateur est immédiatement frappé par la beauté de cette dernière. Plus tard, alors qu'il s'apprête à se coucher, il a l'impression que les yeux d'Omphale ont remué et qu'elle a tourné la tête.
Un autre soir, il fait un rêve étrange dans lequel, après qu'une rafale de vent venant de la fenêtre ouverte a agité la tapisserie, Omphale sort du mur et lui adresse la parole. Elle lui dit qu'elle ne lui veut pas de mal, qu'elle est la marquise de T*** que son mari a fait peindre en reine de Lydie, et enfin lui annonce qu'elle l'aime. Ils sont interrompus par Baptiste, le valet de son oncle, qui entre dans la chambre. Le narrateur, qui pensait avoir rêvé, est surpris de trouver sa fenêtre ouverte alors qu'il était sûr de l'avoir fermée.
Le soir suivant, la marquise sort de la tapisserie aussitôt que le jeune homme s'est couché. La discussion s'engage. Ils deviennent amants.
Les jours suivants se déroulent de la même manière : le narrateur se languit toute la journée dans l'attente du soir où il retrouve sa maîtresse. Mais l'oncle est intrigué par le comportement du jeune homme ; il finit par se douter de ce qui se trame dans la chambre et tente de les prendre sur le fait. N'y parvenant pas, il fait enlever la tapisserie et renvoie le narrateur chez ses parents.
Après la mort de l'oncle, les biens sont vendus. Un jour, chez un marchand de bric-à-brac, le narrateur retrouve ce qu'il croit être la fameuse tapisserie. N'ayant pas la somme d'argent requise pour procéder immédiatement à l’achat, il indique au marchand qu'il reviendra prochainement. Quand il revient, la tapisserie vient d'être vendue à un Anglais qui l'a emportée.

## Publications
Liste non exhaustive.
- Théophile Gautier, « Contes et récits fantastiques », éd. Le Livre de poche, n°6895, pages 65 à 76.